# Lloyd N. Trefethen
Lloyd Nicholas Trefethen (né le 30 août 1955 à Boston) est un mathématicien américain qui travaille principalement en analyse numérique.

## Biographie
Trefethen est étudiant à la Phillips Exeter Academy. Il obtient en 1977 un bachelor à l'université Harvard (Summa cum Laude) et en 1980 un master à l'université Stanford, où il obtient un Ph. D. en informatique en 1982, supervisé by Joseph E. Oliger (titre de la thèse : Wave Propagation and Stability for Finite Difference Schemes,). À partir de 1982, il est professeur assistant adjoint en informatique au Courant Institute of Mathematical Sciences de l'université de New York et, à partir de 1984, professeur assistant de mathématiques au Massachusetts Institute of Technology. En 1991 il devient professeur à l'université Cornell et il est depuis 1997 professeur d'analyse numérique à l'université d'Oxford, où il est fellow du Balliol College. Il est également Global Distinguished Professor de l'université de New York.
En 1998-99 il était lecteur Rouse Ball à l'université de Cambridge.

## Recherche
Trefethen travaille en analyse numérique et notamment sur les méthodes numériques d'algèbre linéaire, l'analyse spectrale, problèmes de valeurs propres, transformations conformes, dynamique des fluides et théorie de l'approximation. Il a introduit la notion de pseudo-spectre dans l'étude des matrices et opérateurs non normaux. Il a développé un logiciel open source nommé Chebfun qui, basé sur MATLAB, étend des algorithmes numériques connus opérant sur les nombres au cas de fonctions continues. Trefethen a obtenu, sur ce sujet, un Advanced Grant du European Research Council intitulé Numerical Computation with Functions Instead of Numbers (2012-2017).

## Prix et distinctions
Trefethen est Fellow de la Royal Society et de l'American Mathematical Society et membre de l'Académie nationale d'ingénierie des États-Unis. En 2013 il a obtenu le prix Naylor et en 1985 le prix Leslie-Fox de l'Institute of Mathematics and its Applications (IMA) et en 2010 la médaille d'or de l'IMA (en). En 2017 il a reçu le prix George-Pólya pour l'exposition mathématique. En 2011-2012 il était président de la SIAM. Il est docteur honoris causa de l’université de Fribourg et de l'université de Stellenbosch. En 2020 il est lauréat de la Conférence von Neumann
Il a obtenu divers prix pour son enseignement au MIT, à Cornell et à Oxford.
Il est un des initiateurs du programme SIAM 100 Dollar-100 Digit Challenge. L'objectif était de résoudre 10 problèmes numériques et d'obtenir un maximum de 100 points, en fournissant 10 décimales dans chacun des problèmes. Les problèmes ont été publiés dans les SIAM News de janvier-février 2002, dans Science et d'autres revues et ont été très bien accueillis,.
Trefethen était conférencier invité au Congrès international des mathématiciens de 1998 à Berlin (Schwartz-Christoffel Mapping in the Computer Era, avec Tobin Driscoll) et au Congrès international de mathématiques industrielles et appliquées (ICIAM) en 1995 à Hambourg.

## Publications
Livres
- Lloyd N. Trefethen, Ásgeir Birkisson et Tobin A. Driscoll, Exploring ODEs, SIAM, 2018, vii+335 (ISBN 978-1-61197-515-4, MR 3743065, lire en ligne)
- Lloyd N. Trefethen, Approximation Theory and Approximation Practice, SIAM, 2012, viii+305 (ISBN 978-1-61197-239-9, MR 3012510, lire en ligne)
- (en) Lloyd N. Trefethen, Trefethen's index cards : forty years of notes about people, words and mathematics, Singapour, World Scientific, 2011, 384 p. (ISBN 978-981-4360-69-2)
- Lloyd N. Trefethen et Mark Embree, Spectra and Pseudospectra : The Behavior of Nonnormal Matrices and Operators, Princeton, Princeton University Press, 2005, xviii + 606 (ISBN 978-0-691-11946-5, MR 2155029, lire en ligne).
- (en) Tobin A. Driscoll et Lloyd N. Trefethen, Schwarz–Christoffel Mapping, Cambridge/New York/Oakleigh etc., Cambridge University Press, coll. « Cambridge Monographs on Applied and Computational Mathematics », 2002, xvi+132 (ISBN 0-521-80726-3, DOI 10.1017/CBO9780511546808, MR 1908657).
- Lloyd N. Trefethen, Spectral Methods in MATLAB, SIAM, 2000, 183 p. (ISBN 978-0-89871-465-4, présentation en ligne)
- David Bau et Lloyd N. Trefethen, Numerical linear algebra, SIAM, 1997, xii+361 (ISBN 978-0-89871-361-9, lire en ligne)

Articles (sélection)
- Mark Embree et Lloyd N. Trefethen, « Growth and decay of random Fibonacci sequences », Proceedings of the Royal Society A: Mathematical, Physical and Engineering Sciences, vol. 455, no 1987,‎ 1999, p. 2471 (DOI 10.1098/rspa.1999.0412, Bibcode 1999RSPSA.455.2471T, lire en ligne).
- Noel L. M. Nachtigal, Satish C. Reddy et Lloyd N. Trefethen, « How Fast are Nonsymmetric Matrix Iterations? », SIAM Journal on Matrix Analysis and Applications, vol. 13, no 3,‎ 1992, p. 778 (DOI 10.1137/0613049, CiteSeerx 10.1.1.210.62)
- Lloyd N. Trefethen, Anne E. Trefethen, Satish C. Reddy et Tobin A. Driscoll, « Hydrodynamic Stability Without Eigenvalues », Science, vol. 261, no 5121,‎ 1993, p. 578–584 (PMID 17758167, DOI 10.1126/science.261.5121.578, Bibcode 1993Sci...261..578T).
- « Numerical Analysis », dans Timothy Gowers et. al (éditeurs), Princeton Companion to Mathematics, Princeton University Press, 2008 (présentation en ligne), p. 290-302